# Мерапи (Ява)
Мера́пи (индон. Gunung Merapi, яв. ꦒꦸꦤꦸꦁꦩꦼꦫꦥꦶ Gunung Merapi) — самый активный в Индонезии действующий вулкан, расположенный на острове Ява неподалёку от города Джокьякарта. Высота 2910 метров.
Название переводится как «гора огня». Мерапи является самым молодым в группе вулканов на юге Явы. Он расположен в зоне субдукции, где Австралийская плита погружается под Евразийскую плиту. Это один из, по меньшей мере, 129 активных вулканов в Индонезии, часть вулкана расположена в юго-восточной части Тихоокеанского огненного кольца — на линии разлома, простирающейся от Западного полушария через Японию и Юго-Восточную Азию.
Крупные извержения наблюдаются в среднем каждые 7 лет, мелкие — примерно два раза в год, а дымит вулкан почти каждый день. В 1006 году в результате извержения было уничтожено яванско-индийское царство Матарам. Одно из самых разрушительных извержений зафиксировано в 1673 году, когда было уничтожено несколько городов и множество деревень у подножия вулкана. В XIX веке было зафиксировано 9 извержений, в первой половине XX века — 13.
В 1930 году при извержении погибло около 1300 человек. При извержении в 1974 году было уничтожено два посёлка, а в 1975 году — крупный посёлок и пять мостов, погибло 29 человек. Помимо этого, зафиксировано несколько случаев гибели туристов и вулканологов, могилы которых можно найти прямо на вулкане.
В 2010 году при извержении Мерапи было эвакуировано 350 000 человек, однако некоторые вернулись — в результате погибло 353 человека, попавшие в пирокластический поток. Последнее извержение произошло в феврале 2020 года, при этом столб дыма и пепла поднялся на высоту до 2 км.

## Древние памятники у подножия Мерапи
- Ступа Борободур
- Храмы Прамбанана
- Царский дворец Рату Боко